# Xenophrys pachyproctus
Xenophrys pachyproctus är en groddjursart som först beskrevs av Huang In Huang och Fei 1981.  Xenophrys pachyproctus ingår i släktet Xenophrys och familjen Megophryidae. IUCN kategoriserar arten globalt som otillräckligt studerad. Inga underarter finns listade i Catalogue of Life.